# سیارک ۱۲۹۲۳۴
سیارک ۱۲۹۲۳۴ (به انگلیسی: 129234 Silly، نامگذاری:2005PS5) صد و بیست و نه هزار و دویست و سی و چهارمین سیارک کشف شده‌است که در ۸ اوت ۲۰۰۵ کشف شد.